# Новоукраинка (Ширяевский район)
Новоукра́инка (укр. Новоукраїнка) — село, относится к Ширяевскому району Одесской области Украины.
Население по переписи 2001 года составляло 14 человек. Почтовый индекс — 66861. Телефонный код — 4858. Занимает площадь 0,17 км².

## Местный совет
66861, Одесская обл., Ширяевский р-н, с. Катерино-Платоновка, ул. Калинина, 26